# Classic Masters
Classic Masters — сборник американской прогрессив-метал-группы Queensrÿche. Релиз состоялся 11 марта 2003 года в рамках одноимённой серии от Capitol Records.

## Реакция критики
Рассматривая данный альбом, Грег Прато из AllMusic выражал удивление подбором представленного на нём материала. По словам критика, бюджетная серия дисков от Capitol Records под общим названием была ориентирована на неподготовленную аудиторию, и каждая пластинка серии, как правило, несла в себе 12 треков. Находясь в таких условиях, составители сборника включили в него несколько вполне ожидаемых хитов, охватывающих весь карьерный путь музыкального коллектива. Но из-за того, что такие классические произведения как «Empire», «Eyes of a Stranger», «Walk in the Shadows» и «Jet City Woman» остались без внимания, Прато не смог признать компиляцию полноценной и предложил читателям сделать свой выбор в пользу Greatest Hits, вышедшей тремя годами ранее.

## Список композиций
| №                   | Название                                                  | Автор(ы)                    | Длительность |
| ------------------- | --------------------------------------------------------- | --------------------------- | ------------ |
| 1.                  | «Queen of the Reich» (из Queensrÿche, 1983)               | Крис ДеГармо                | 4:22         |
| 2.                  | «Warning» (из The Warning, 1984)                          | Джефф Тейт, Майкл Уилтон    | 4:45         |
| 3.                  | «The Killing Words» (из Rage for Order, 1986)             | ДеГармо, Тейт               | 3:56         |
| 4.                  | «Speak» (из Operation: Mindcrime, 1988)                   | Тейт, Уилтон                | 3:42         |
| 5.                  | «I Don’t Believe in Love» (из Operation: Mindcrime, 1988) | ДеГармо, Тейт               | 4:23         |
| 6.                  | «Anybody Listening?» (из Empire, 1990)                    | ДеГармо, Тейт               | 7:50         |
| 7.                  | «Another Rainy Night (Without You)» (из Empire, 1990)     | ДеГармо, Эдди Джексон, Тейт | 4:29         |
| 8.                  | «Silent Lucidity» (из Empire, 1990)                       | ДеГармо                     | 5:47         |
| 9.                  | «I Am I» (из Promised Land, 1994)                         | ДеГармо, Тейт               | 3:59         |
| 10.                 | «Bridge» (из Promised Land, 1994)                         | ДеГармо                     | 3:31         |
| 11.                 | «The Voice Inside» (из Hear in the Now Frontier, 1997)    | ДеГармо                     | 3:48         |
| 12.                 | «Sign of the Times» (из Hear in the Now Frontier, 1997)   | ДеГармо                     | 3:34         |
| Общая длительность: | Общая длительность:                                       | Общая длительность:         | 54:06        |

## Участники записи
Список составлен по сведениям базы данных Discogs
Queensrÿche:
- Джефф Тейт — вокал
- Крис ДеГармо[англ.] — гитара, соло-гитара, бэк-вокал
- Майкл Уилтон[англ.] — гитара
- Эдди Джексон[англ.] — бас-гитара, бэк-вокал
- Скотт Рокенфилд[англ.] — ударные

Технический персонал:
- Эврен Гёкнар — ремастеринг
- Пелег Топ[англ.] — арт-директор
- Рори Бергер — фотограф